# تشاو يوي
تشاو يوي (بالصينية: 趙粵) هي مغنية وممثلة صينية، ولدت في 29 أبريل 1995 بووهان في الصين.